# 3626 Осакі
3626 Осакі (3626 Ohsaki) — астероїд головного поясу, відкритий 4 серпня 1929 року.
Тіссеранів параметр щодо Юпітера — 3,184.
Названо на честь Осакі (яп. おおさき(大崎) о:сакі)